# Маґерув (Мазовецьке воєводство)
Маґерув (пол. Magierów) — село в Польщі, у гміні Скаришев Радомського повіту Мазовецького воєводства.
У 1975-1998 роках село належало до Радомського воєводства.